# سازمان مجازی
سازمان مجازی یک سازمان مبتنی بر شبکه است. برای اینکه یک سازمان خود را از ساختار موجود خارج ساخته و به حالت مجازی درآید نیازمند تغییرات سازمانی و تجدید ساختار در فرایندها و عملکردهای سازمانی است که این امر با توجه به مقاومت طبیعی افراد در مقابل تغییر بسیار مشکل خواهد بود.با تعریف کامل‌تری می‌توان بیان کرد که سازمان مجازی یک نوع خاصی از سازمان شبکه‌ای است که با استفاده از آخرین فناوریهای ارتباطی و اطلاعاتی مانند اینترنت و اینترانت مراودت و همکاری با اشخاص و سازمانهای دیگر را خارج از فضا، زمان و مرزهای سازمانی امکان‌پذیر می‌سازد.
تحول الکترونیکی به طرق مختلف تجارت را تغییر داده است . ساختارهای سازمانی سنتی، دیگر نمی‌توانند با این تحولات سازگار باشند. سرعت روز افزون جهانی سازی و تغییرات شدید، نیازمندی به یک ساختار تجاری که بتواند این شرایط را به بهترین وجه بکار گیرد، حیاتی ساخته است. عدم توجه بسیاری از شرکت‌ها به این شرایط جدید باعث ورشکستگی آن‌ها شده‌است. بازار جدید نیازمند سازگاری مداوم و واکنشهای فوری است. سرعت هم‌اکنون یک شاخص رقابتی است و در نتیجه مدل قدیمی و کلاسیک تجارت رنگ خواهد باخت.
امتیازات رقابتی گذشته دیگر دوام ندارد، استراتژیهای مبتنی بر هزینه به سختی باقی‌مانده و دوام می‌آورند. سازمانها و شرکتهایی که در یک سازمان حجم وسیعی از فعالیت‌ها را انجام می‌دادند، جای خود را به شرکت‌های کوچکی داده‌اند که برای جلب رضایت مشتریانشان روی فعالیت خاصی متمرکز شده‌اند.
در بازار و عصر جدید سازمانهایی که از دانش، افراد متخصص و فناوریهای روز به خوبی استفاده نمایند موفق تر هستند. کوچک شدن، مهندسی مجدد و تمرکز، برخی از رویکردهایی هستند که شرکت‌ها برای شناسایی فعالیت‌های بدون ارزش افزوده روی آن‌ها حساب می‌کنند. فعالیت‌های اقتصادی شبکه‌ای و تبادل اطلاعات اقتصادی فواید زیادی را برای استراتژی منبع یابی بیرونی به ارمغان آورده است.
طبق تعریف سازمانهایی که دارای سرمایه‌های غیر ملموس مشخص بوده و از مرزهای سنتی فراتر رفته‌اند، سازمانهای مجازی نام دارند. چنین سازمانهایی در تجارت خود از شرکای خارجی استفاده می‌کنند، که به آن‌ها دست اندرکاران سازمان مجازی می‌گویند.

## ویژگیهای سازمانهای مجازی
- مبتنی بر اطلاعات است.
- غیرمتمرکز است ولی از نظر فناوری شدیداً متمرکز عمل می‌کند.
- تمرکز فعالیت‌های سازمان مجازی حول شایستگی‌های منحصربه‌فرد آن می‌باشد.
- انعطاف‌پذیر، چابک و سریعاً قابل انطباق است.
- سرمایه‌گذاری‌های آن بهینه بوده و هزینه‌های سربار در آن حذف می‌شود.
- خلاق، پویا، سازگار و همراه با ساختاری مجازی مبتنی بر کار گروهی است.